# Landkreis Mainz-Bingen
Der Landkreis Mainz-Bingen ist eine Gebietskörperschaft im Osten von Rheinland-Pfalz. Sitz der Kreisverwaltung und größte Kommune ist die verbandsfreie Stadt Ingelheim am Rhein, zweitgrößte Kommune ist die ebenfalls verbandsfreie Stadt Bingen am Rhein. Die namensgebende Stadt Mainz gehört nicht dem Landkreis an, sondern ist kreisfrei.
Er ging 1969 größtenteils aus den Landkreisen Bingen und Mainz hervor, die bis 1945 der Kreis Bingen und der Kreis Mainz im Volksstaat Hessen waren.

## Geographie

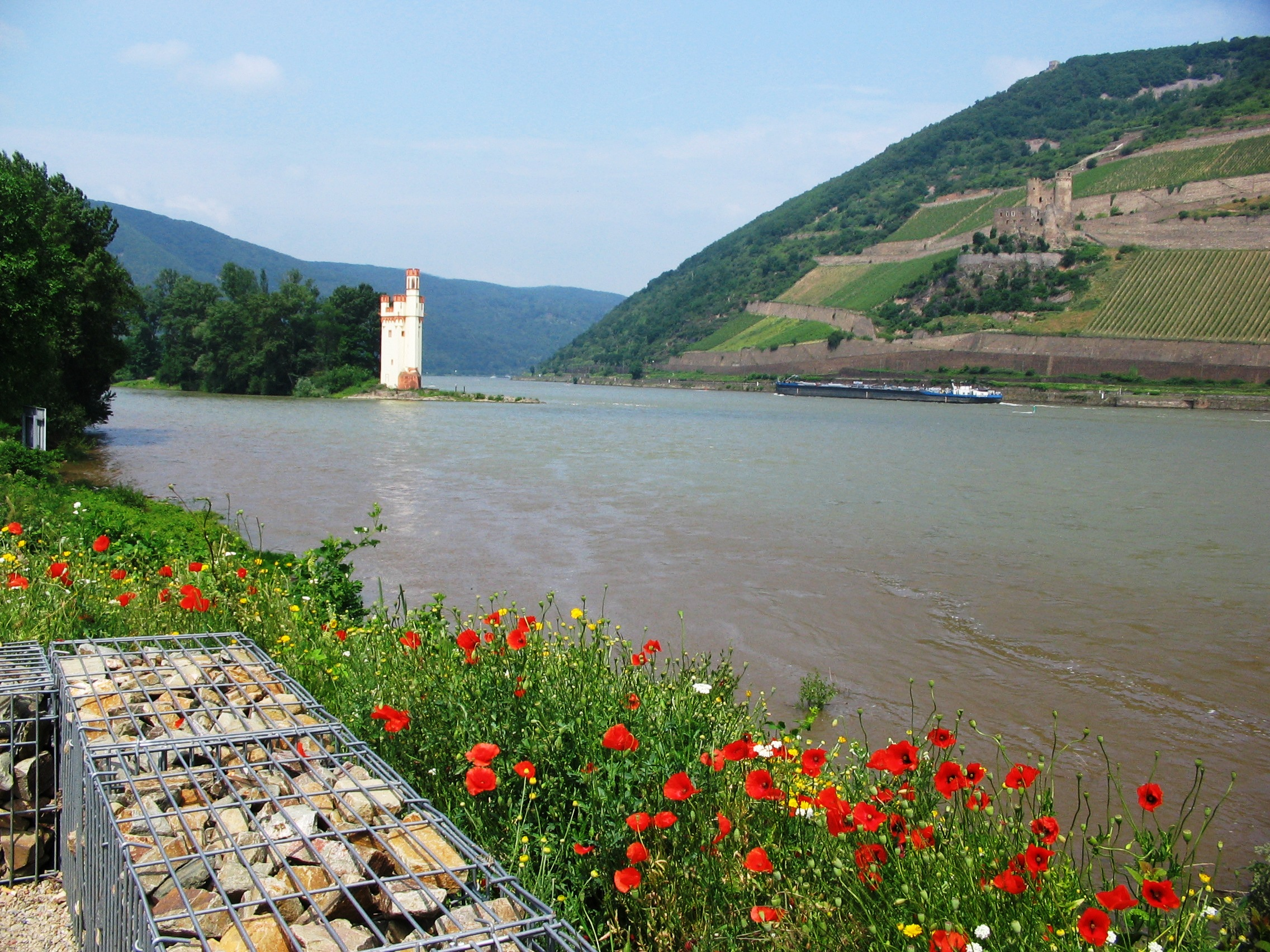
Der Binger Mäuseturm auf einer Insel im Rhein

### Lage
Der Rhein bildet die gesamte Ost- und einen großen Teil der Nordgrenze des Landkreises. In Bingen mündet die Nahe in den Rhein, nachdem sie ein kurzes Stück durch den Kreis fließt. Die Landwirtschaft des Landkreises wird vom Weinbau dominiert. Dies gilt sowohl entlang des Rheins als auch im als Rheinhessische Hügellandschaft bezeichneten südlichen Teil des Kreises. Drei Weinanbaugebiete prägen den Landkreis: Der Mittelrhein, die Nahe und Rheinhessen, Deutschlands größtes Weinanbaugebiet. Bedingt durch die günstigen klimatischen Umstände sind im Landkreis auch Sonderkulturen wie der Obst- und Gemüseanbau (z. B. Kirschen, Spargel) gut entwickelt.

### Nachbarkreise
Der Landkreis grenzt im Uhrzeigersinn im Norden beginnend an den Rheingau-Taunus-Kreis, die kreisfreien Städte Wiesbaden und Mainz und an den Kreis Groß-Gerau (alle außer Mainz in Hessen) sowie an die Landkreise Alzey-Worms, Bad Kreuznach, Rhein-Hunsrück-Kreis und Rhein-Lahn-Kreis (alle wie auch Mainz in Rheinland-Pfalz).
Der Landkreis Mainz-Bingen gehört der Metropolregion Rhein-Main-Gebiet an.

## Geschichte

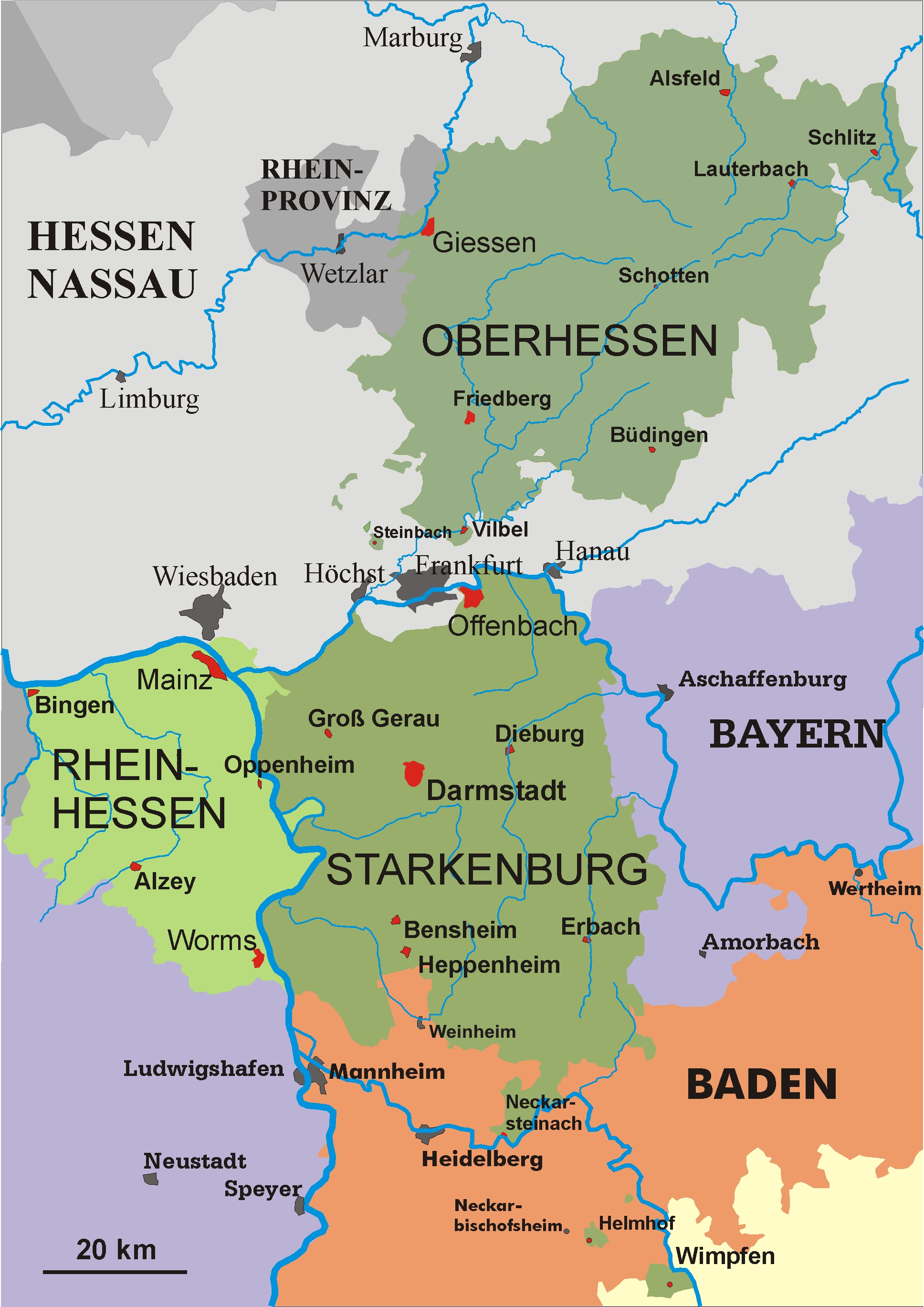
Hessen im Jahr 1930

Das Gebiet des heutigen Landkreises Mainz-Bingen war vor 1792 in zahlreiche Herrschaftsgebiete zersplittert, von denen die Kurfürsten von der Pfalz den größten Anteil hatten, gefolgt von den Mainzer Kurfürsten.
Im Jahr 1794 wurde das Linke Rheinufer im Ersten Koalitionskrieg französisch besetzt. Von der französischen Regierung wurde 1798 die Verwaltung des Linken Rheinufers nach französischem Vorbild reorganisiert. Das Gebiet des heutigen Landkreises Mainz-Bingen war von 1798 bis 1814 überwiegend Teil des Departements Donnersberg (Mont Tonnerre) mit dem Hauptort (chef-lieu) Mainz, während das Gebiet nördlich der Nahe zum Departement Rhein-Mosel (Rhin-et-Moselle) mit Sitz in Koblenz gehörte. Nach dem Wiener Kongress 1815 kam der nördliche Teil des heutigen Kreises (westlich der Nahe) zum Königreich Preußen (ab 1822 Rheinprovinz), der südliche Teil 1816 zum Großherzogtum Hessen. Innerhalb von Hessen entstanden am 5. Februar 1835 die beiden Kreise Mainz und Bingen. Der Kreis Mainz entstand aus den Kantonen Mainz, Niederolm und Oppenheim. Am 16. Februar 1835 wurde die Stadt Mainz als Kreis Mainz-Stadt aus dem Kreis Mainz ausgegliedert. Am 12. Mai 1852 entstand der Kreis Oppenheim. Am 7. April 1938 wurde der Kreis Oppenheim aufgelöst und auf die Kreise Mainz und Alzey verteilt. Bei der Kreisreform wurden die beiden Landkreise Mainz und Bingen am 7. Juni 1969 zusammengelegt, wobei auch einige Gebiete der Landkreise Kreuznach und Sankt Goar einbezogen wurden. Am 7. November 1970 kam noch Genheim aus dem Landkreis Bad Kreuznach hinzu. Am 16. März 1974 folgten Dorn-Dürkheim und Wolfsheim aus dem Landkreis Alzey-Worms. Sitz der Kreisverwaltung war zunächst der Erthaler Hof in Mainz; seit dem 1. Januar 1996 ist es Ingelheim am Rhein.

### Einwohnerstatistik

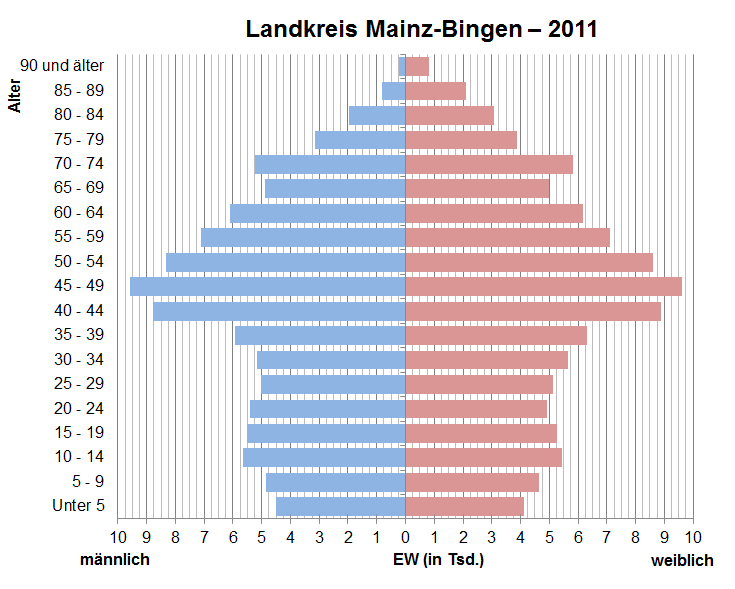
Bevölkerungspyramide für den Kreis Mainz-Bingen (Datenquelle: Zensus 2011)

| Einwohner | Stichtag           |
| --------- | ------------------ |
| 149.800   | 27. Mai 1970       |
| 157.800   | 30. Juni 1980      |
| 171.800   | 30. September 1990 |
| 194.200   | 31. Dezember 2000  |
| 200.598   | 31. Dezember 2005  |
| 201.371   | 31. Dezember 2006  |
| 201.970   | 31. Dezember 2007  |
| 201.915   | 31. Dezember 2008  |
| 202.260   | 31. Dezember 2009  |
| 203.026   | 31. Dezember 2010  |
| 203.588   | 31. Dezember 2011  |
| 202.222   | 31. Dezember 2012  |
| 205.657   | 31. Dezember 2013  |
| 206.918   | 31. Dezember 2014  |
| 211.307   | 31. Dezember 2015  |
| 211.874   | 31. Dezember 2016  |
| 209.785   | 31. Dezember 2017  |
| 210.889   | 31. Dezember 2018  |
| 210.953   | 30. Juni 2019      |
| 212.420   | 31. Dezember 2021  |
| 217.986   | 31. Dezember 2022  |

### Konfessionsstatistik
Laut der Volkszählung 2011 waren im Jahr 2011 38,7 % römisch-katholisch, 31,9 % der Einwohner evangelisch und 29,4 % waren konfessionslos, gehörten einer anderen Glaubensgemeinschaft an oder machten keine Angabe. Die Zahl der Protestanten und Katholiken ist seitdem gesunken, der Anteil am Gesamtbevölkerung der Einwohner mit sonstiger oder ohne Konfession nimmt jährlich um etwa 1 Prozentpunkt zu. Gemäß dem Zensus 2022 waren im Jahr 2022 31,8 % der Einwohner katholisch, 25,6 % evangelisch, und 42,6 % waren konfessionslos, gehörten einer anderen Glaubensgemeinschaft an oder machten keine Angabe. Mit Stand Ende April 2025 waren 28,7 % der Einwohner katholisch, 22,9 % evangelisch und 48,4 % gehörten entweder einer anderen Glaubensgemeinschaft an oder waren Konfessionslos.

## Politik

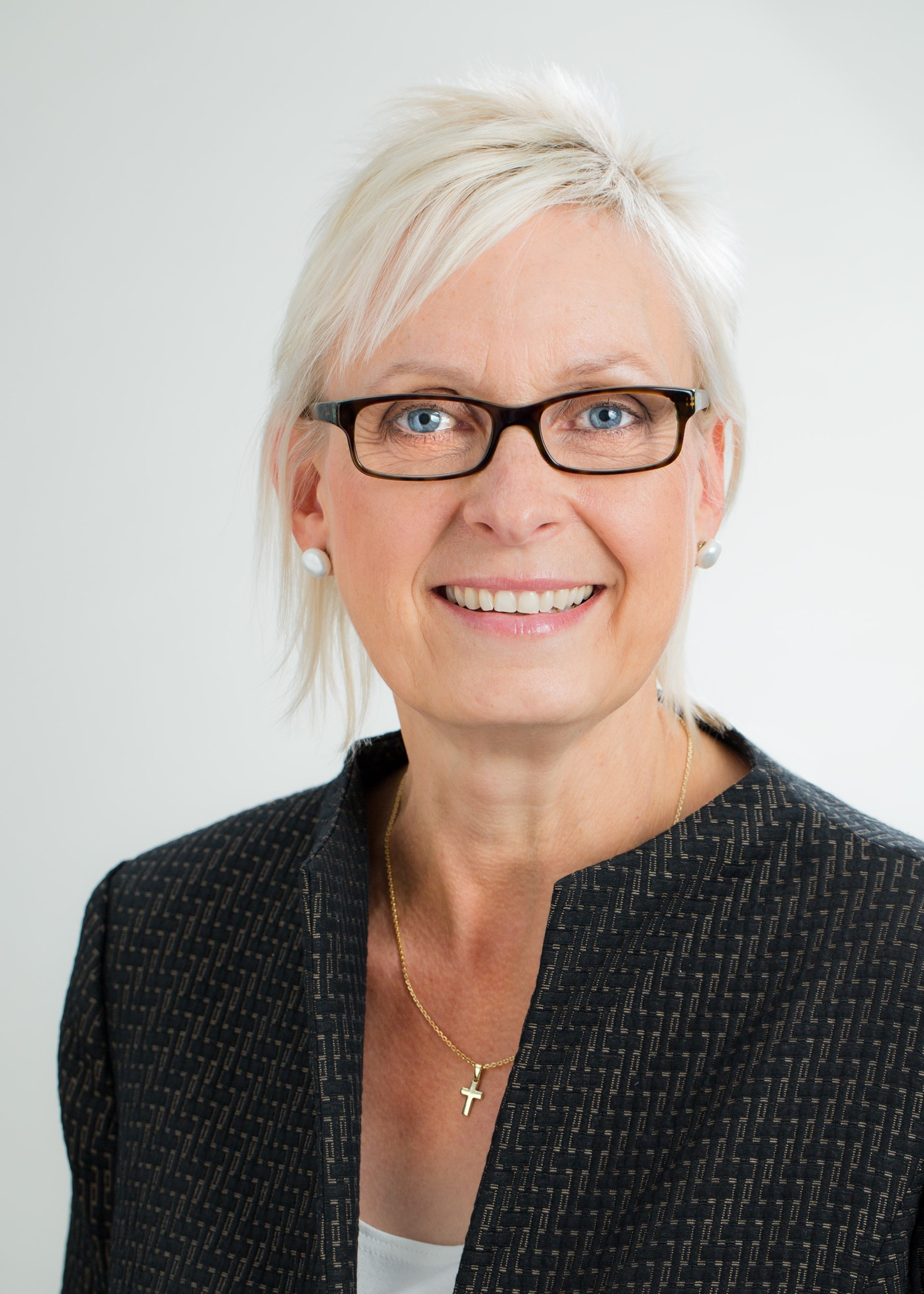
Dorothea Schäfer, amtierende Landrätin

### Landräte
- 1969–1976: Heribert Bickel (CDU)
- 1977–1985: Johann Wilhelm Römer (CDU)
- 1985–1991: Gerulf Herzog (CDU)
- 1992–2017: Claus Schick (SPD)
- 2017–2025: Dorothea Schäfer (CDU)

Dorothea Schäfer setzte sich bei der Stichwahl am 25. Juni 2017 mit einem Stimmenanteil von 65,1 % gegen Salvatore Barbaro (SPD) durch, nachdem bei der Direktwahl am 11. Juni 2017 keiner der ursprünglich vier Bewerber eine ausreichende Mehrheit erreicht hatte.
Bei der Stichwahl am 16. März 2025, setzte sich Thomas Barth (CDU) mit 54,4 % gegen den SPD-Kandidaten Steffen Wolf durch. Barth wird die Nachfolge von Dorothea Schäfer, die nicht erneut antrat, voraussichtlich am 1. Oktober 2025 antreten.

### Kreistag
Die Wahlen zum Kreistag am 9. Juni 2024 hatten folgendes Ergebnis:
| Parteien und Wählergemeinschaften | Parteien und Wählergemeinschaften                                                             | % 2024 | Sitze 2024 | % 2019 | Sitze 2019 | % 2014 | Sitze 2014 | % 2009 | Sitze 2009 |
| CDU                               | Christlich Demokratische Union Deutschlands                                                   | 30,2   | 15         | 30,3   | 15         | 37,05  | 18         | 36,5   | 18         |
| SPD                               | Sozialdemokratische Partei Deutschlands                                                       | 21,4   | 10         | 22,8   | 11         | 35,84  | 18         | 31,2   | 16         |
| GRÜNE                             | Bündnis 90/Die Grünen                                                                         | 14,6   | 7          | 19,1   | 10         | 12,71  | 6          | 11,2   | 6          |
| FWG                               | Freie Wählergruppe im Landkreis Mainz-Bingen                                                  | 11,5   | 6          | 8,5    | 4          | 9,17   | 5          | 8,7    | 4          |
| AfD                               | Alternative für Deutschland                                                                   | 11,1   | 5          | 7,7    | 4          | –      | –          | –      | –          |
| FDP                               | Freie Demokratische Partei                                                                    | 5,1    | 3          | 6,1    | 3          | 4,18   | 2          | 9,4    | 5          |
| Volt                              | Volt Deutschland                                                                              | 3,2    | 2          | –      | –          | –      | –          | –      | –          |
| ÖDP                               | Ökologisch-Demokratische Partei                                                               | 1,7    | 1          | 1,6    | 1          | –      | –          | 0,8    | 0          |
| DIE LINKE.                        | DIE LINKE.                                                                                    | 1,3    | 1          | 3,1    | 2          | –      | –          | –      | –          |
| Die PARTEI                        | Partei für Arbeit, Rechtsstaat, Tierschutz, Elitenförderung und basisdemokratische Initiative | –      | –          | 0,9    | 0          | –      | –          | –      | –          |
| PIRATEN                           | Piratenpartei Deutschland                                                                     | –      | –          | –      | –          | 1,06   | 1          | –      | –          |
| gesamt                            | gesamt                                                                                        | 100,0  | 50         | 100,0  | 50         | 100,0  | 50         | 100,0  | 50         |
| Wahlbeteiligung in %              | Wahlbeteiligung in %                                                                          | 67,0   | 67,0       | 67,2   | 67,2       | 60,9   | 60,9       | 60,1   | 60,1       |

CDU, SPD und FWG bildeten 2019 eine Koalition im Kreistag, welche die vorangegangene aus SPD, Grünen und FWG abgelöst hat.

### Wappen und Flagge

Hissflagge
Bannerflagge

Der Landkreis Mainz-Bingen führt ein Wappen sowie eine Hiss- und Bannerflagge.
| Wappen des Landkreises Mainz-Bingen | Blasonierung: „Unter einem goldenen Schildhaupt, darin ein rot bewehrter, schwarzer Adler, gespalten: vorne in Rot ein sechsspeichiges silbernes Rad (Mainzer Rad), hinten in Schwarz ein rot gekrönter und rot bewehrter goldener Löwe (Pfälzer Löwe).“ |
| Wappen des Landkreises Mainz-Bingen | Wappenbegründung: Das Rad steht für das ehemalige Fürstbistum Mainz, der Löwe für die kurpfälzischen Gebiete des Kreises und der Adler weist auf die Reichsgüter bei Ingelheim, Oppenheim und Nierstein hin. Das Wappen wurde am 6. Mai 1970 genehmigt.  |

## Wirtschaft
Der Landkreis Mainz-Bingen ist ein wirtschaftlich sehr starker Landkreis. Dies belegen Studien wie etwa das Landkreisranking des Wirtschaftsmagazins Focus Money, das den Landkreis Mainz-Bingen regelmäßig in der Spitzengruppe sieht. Im Jahr 2014 lag der Landkreis in diesem Ranking unter mehr als 400 Landkreisen und kreisfreien Städten in Deutschland auf dem ersten Platz. In Rheinland-Pfalz ist der Kreis seit Beginn des Landkreisrankings im Jahr 2003 in jedem Jahr auf Platz eins gelistet. Auch andere Studien wie die des Berlin-Institutes für Weltbevölkerung und globale Entwicklung, der Prognos AG und der „Initiative Neue Soziale Marktwirtschaft“ attestieren dem Landkreis Mainz-Bingen ein besonders großes Engagement der Bürger im ehrenamtlichen Bereich, überdurchschnittliche Kaufkraft der Einwohner, Zukunftsfähigkeit und große Wirtschaftsstärke. Außerdem wurde der Landkreis 2008 für seine kommunalpolitische Gesamtstrategie mit dem bundesweit vergebenen „Kommunalfuchs“ ausgezeichnet. Im Zukunftsatlas 2022 belegte der Landkreis Mainz-Bingen Platz 32 von 400 Landkreisen, Kommunalverbänden und kreisfreien Städten in Deutschland und zählt damit zu den Regionen mit „sehr hohen Chancen“ für die Zukunft. Im Zukunftsatlas 2025 belegte der Landkreis Platz 36 von 400 Landkreisen, Kommunalverbänden und kreisfreien Städten in Deutschland.
Die gute wirtschaftliche Situation im Kreis Mainz-Bingen zeigt sich auch in der permanent niedrigen Arbeitslosenquote, die deutlich unter dem Landesdurchschnitt von Rheinland-Pfalz liegt. Im Dezember 2016 betrug die Quote 3,7 %. Auch das verfügbare Haushaltseinkommen im Kreis ist das höchste in Rheinland-Pfalz.

### Wirtschaftsstruktur

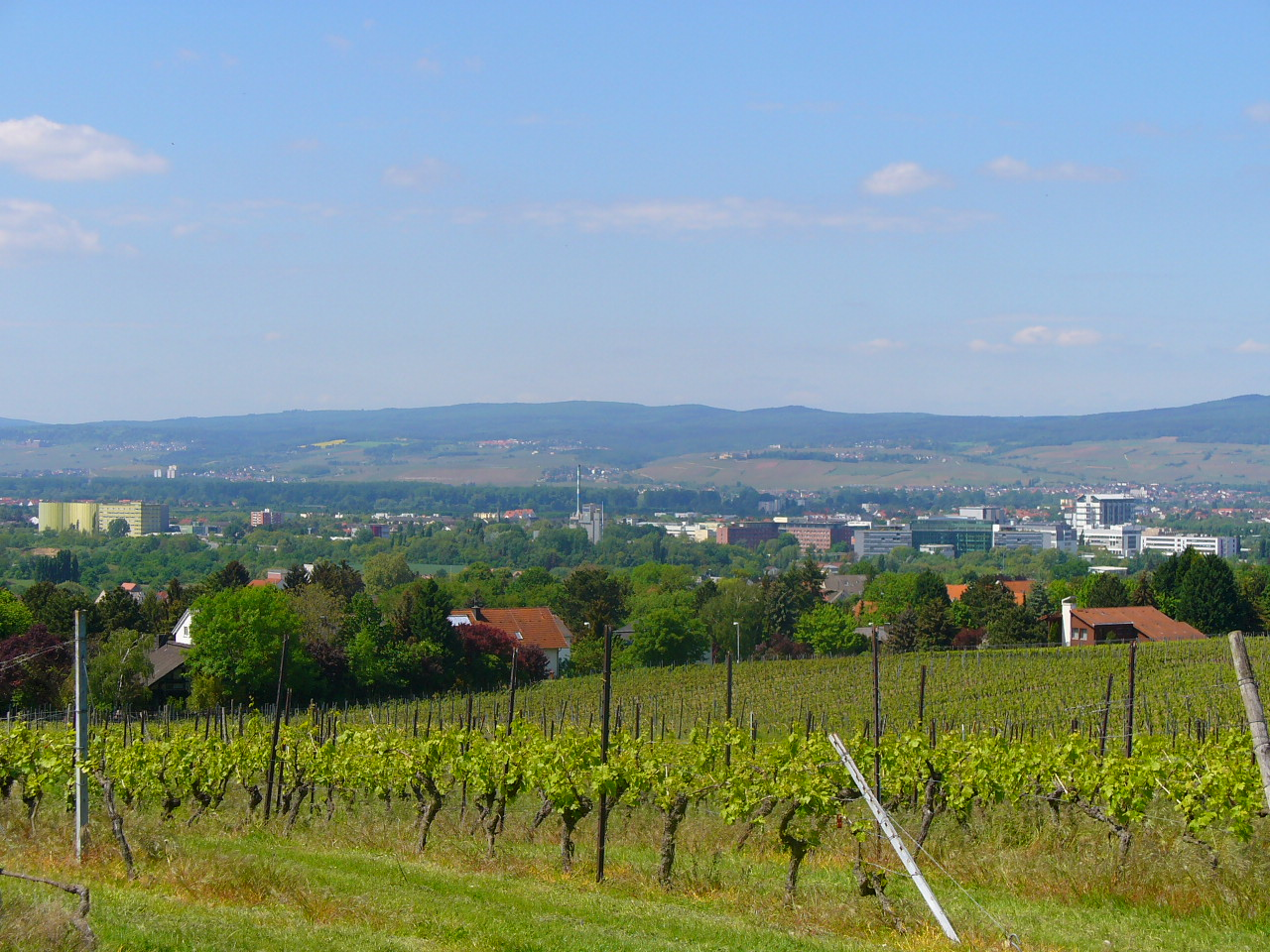
Im Vordergrund Weinreben, im Hintergrund das Firmengelände von Boehringer Ingelheim

Zur Wirtschaftskraft des Landkreises Mainz-Bingen tragen neben vielen klein- und mittelständischen Betrieben auch Großunternehmen wie das zweitgrößte deutsche forschende Pharmaunternehmen Boehringer Ingelheim, die Eckes AG (Granini-Fruchtsäfte, Hohes C) oder die zur Dr. August Oetker KG gehörende Chemische Fabrik Budenheim bei. Daneben ist auch der Obstanbau eine wichtige Einnahmequelle: Die genossenschaftlich organisierten Vereinigten Obst- und Gemüsemärkte Rheinhessen eG (VOG) in Ingelheim sind der größte deutsche Anbieter für Sauerkirschen und Mirabellen. Einen großen Stellenwert nimmt aber vor allem der Weinbau im Landkreis ein. Von den rund 34.000 Hektar landwirtschaftlicher Fläche im Landkreis Mainz-Bingen sind etwa 35 Prozent Weinanbaufläche. Mit Mittelrhein, Nahe und Rheinhessen als Deutschlands größtem Weinanbaugebiet hat der Landkreis Mainz-Bingen Anteil an drei Weinbauregionen. Durch das Weinanbaugebiet Rheinhessen ist der Landkreis Mitglied im Great Wine Capitals Global Network.

## Ehrenamtliches Engagement
Dem „Engagementatlas 2009“ nach sind die Bürger des Landkreises Mainz-Bingen ehrenamtlich sehr aktiv. Dieser Untersuchung zufolge sind mehr als 50 Prozent der Landkreisbürger bürgerschaftlich engagiert, womit der Kreis in der höchsten Kategorie liegt und eine „weit überdurchschnittliche Engagementquote“ aufweist. Von 2007 bis 2013 hat der Landkreis über sein Ehrenamtsförderprogramm insgesamt 763 Projekte ehrenamtlicher Initiativen und Vereine mit einer Gesamtsumme von 13,6 Millionen Euro gefördert. Für das Jahr 2016 stehen insgesamt drei Millionen Euro für die Ehrenamtsförderung zur Verfügung.

## Bildung

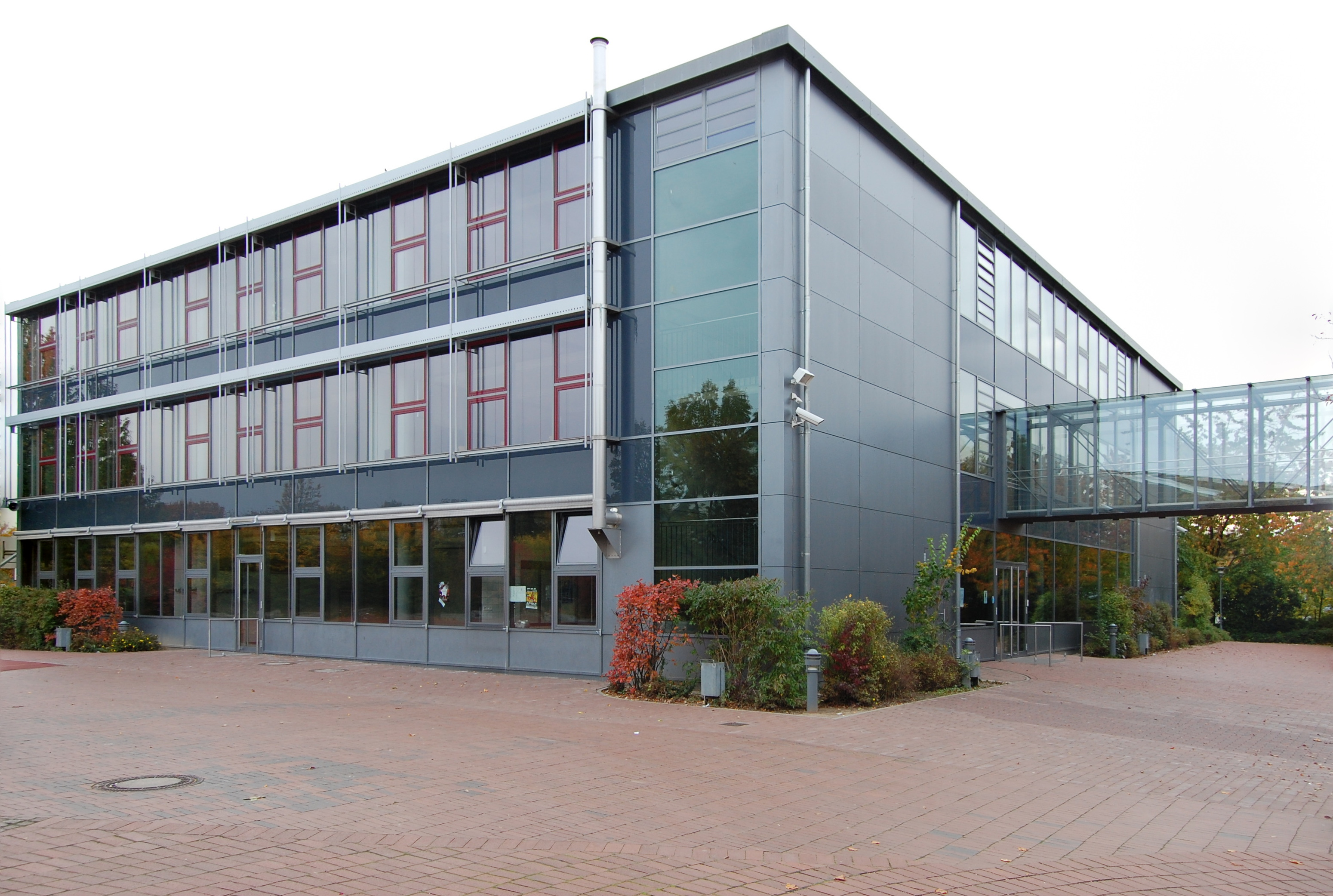
Der Orientierungsstufenbau des Gymnasiums Nieder-Olm

Der Landkreis Mainz-Bingen hat seit 1990 rund 234 Millionen Euro in die kreiseigenen Schulen investiert. Auch über die Kreisvolkshochschule ist der Kreis im Bildungsbereich engagiert. Der Landkreis Mainz-Bingen ist Träger folgender weiterführender Schulen:

### Gymnasien
- Gymnasium zu St. Katharinen Oppenheim
- Gymnasium Nieder-Olm
- Sebastian-Münster-Gymnasium Ingelheim
- Stefan-George-Gymnasium Bingen am Rhein
- Gymnasium Nackenheim

### Integrierte Gesamtschulen
- Integrierte Gesamtschule Kurt Schumacher Ingelheim am Rhein
- Integrierte Gesamtschule Nieder-Olm
- Integrierte Gesamtschule Oppenheim
- Integrierte Gesamtschule Gerhard Ertl Sprendlingen

### Realschulen plus
- Rochus-Realschule plus Bingen am Rhein mit Fachoberschule
- Kaiserpfalz-Realschule plus Ingelheim
- Carl-Zuckmayer-Realschule plus Nierstein mit Fachoberschule
- Christian-Erbach-Realschule plus Gau-Algesheim
- Lenneberg Grund- und Realschule plus Budenheim und Mainz-Mombach

### Berufsbildende Schulen
- Berufsbildende Schule Bingen am Rhein
- Berufsbildende Schule Ingelheim am Rhein

### Förderschulen
- Rhein-Nahe-Schule Bingen am Rhein, Förderschwerpunkt Lernen
- Albert-Schweitzer-Schule Ingelheim am Rhein, Förderschwerpunkt Lernen
- Selztalschule Nieder-Olm, Förderschwerpunkt Lernen
- Landskronschule Oppenheim, Förderschwerpunkt Lernen
- Elisabethenschule Sprendlingen, Förderschwerpunkt ganzheitliche Entwicklung
- Liesel Metten-Schule Nieder-Olm, Förderschwerpunkt motorische Entwicklung (Zweckverband mit der Stadt Mainz und dem Landkreis Alzey-Worms)

### Weitere Schulen
Darüber hinaus gibt es im Landkreis Mainz-Bingen folgende weiterführende Schulen (nicht in Trägerschaft des Kreises):
- Gymnasium Hildegardisschule, Bingen am Rhein
- Realschule plus Am Scharlachberg, Bingen am Rhein
- Grund- und Realschule plus, Budenheim/Mainz-Mombach
- private Hildegardis-Berufsschule, Bingen am Rhein
- Bilinguale Montessori-Schule, Ingelheim am Rhein, Bau geplant von Sander Hofrichter Architekten[31]
- Steinhöfelschule, private Wirtschaftsschule, Heidesheim am Rhein

## Kultur

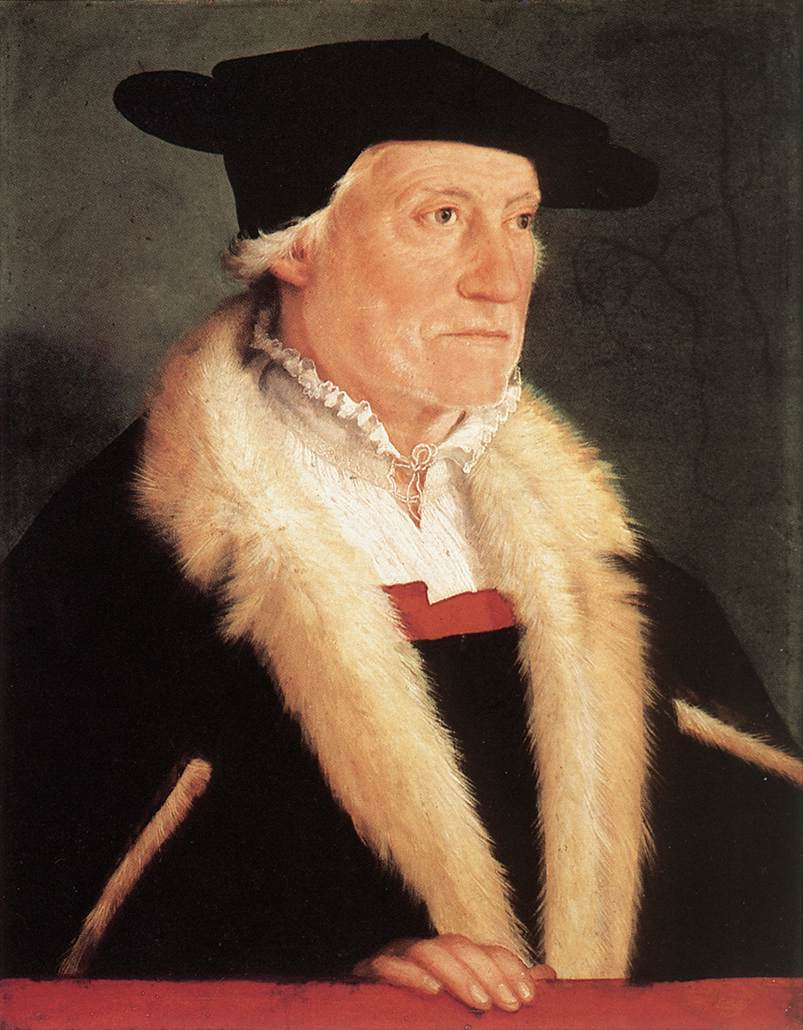
Sebastian Münster

Neben Carl Zuckmayer aus Nackenheim, bekannt durch seinen „Hauptmann von Köpenick“ oder dem Drama „Des Teufels General“, sowie den Dichter Stefan George aus Bingen und den in Nieder-Olm geborenen Schriftsteller Wilhelm Holzamer, ist vor allem Hildegard von Bingen, die „große Frau des Mittelalters“, als Persönlichkeit aus dem Gebiet des heutigen Landkreises überregional bekannt. Das Konterfei des in Ingelheim geborenen Kosmographen Sebastian Münster schmückte den alten 100-DM-Geldschein. Der Kupferstecher und Verleger Matthäus Merian hinterließ Spuren in Oppenheim. Die Vorfahren des Malers Adam Elsheimer stammten aus dem heutigen Stadecken-Elsheim. Einem größeren Publikum ist beispielsweise auch der schreibende Winzer Andreas Wagner bekannt, dessen Wein-Krimis im Ingelheimer Leinpfad Verlag erscheinen. Zur Förderung des heutigen kulturellen Lebens wurde 1993 die Stiftung „Kultur im Landkreis“ Mainz-Bingen gegründet, die kulturelle Veranstaltungen selbst organisiert und auch unterstützt.

### Feste und Kulturveranstaltungen
Außer der für die Region typischen Fastnacht mit Umzügen und Sitzungen in fast jedem Ort gibt es eine Vielzahl von Weinfesten, wie das Bodenheimer Albansfest, das Guntersblumer Kellerwegfest, das Ingelheimer Rotweinfest, die Weinpräsentation am Roten Hang in Nierstein oder des Fest des jungen Weines in Gau-Algesheim. Von überörtlicher Bedeutung sind die Theaterspiele in Oppenheim, das Jazz-Festival „Bingen swingt“, die Carl-Zuckmayer-Festspiele in Nackenheim oder der rheinhessische Jugendbandwettbewerb „Rock-N-Pop-Youngsters“, bei dem zum Beispiel auch die Indie-Band Auletta erste Bühnenerfahrung sammelte. Aufgrund der großen Bedeutung des Weinbaus im Kreisgebiet, findet jedes Jahr der Weinsensorik-Wettbewerb „Beste Weinnase des Landkreises Mainz-Bingen“ in Oppenheim statt, zu dem Teilnehmer aus dem gesamten Bundesgebiet anreisen. Wein und Kultur verbinden sich auch in der literarischen Reihe „Rheinhessen liest“, die seit 2007 rheinhessenweit Lesungen in Weingütern und Straußwirtschaften bietet. Die Jakobsberger Gespräche sind eine regelmäßig vom Landkreis Mainz-Bingen veranstaltet Gesprächsreihe im Kloster Jakobsberg bei Ockenheim, zu der Führungskräfte aus Wirtschaft, Gesellschaft, Politik, Kirche und Verwaltung als Referenten eingeladen werden. Im Fokus stehen dabei gesellschaftspolitisch relevante Fragestellungen. Erstmals fanden die Jakobsberger Gespräche 1996 statt. Bekannte bisherige Redner waren unter anderem Helmut Thoma, Karl Lehmann, Erwin Teufel, Peter Frey und Nikolaus Schneider, Udo van Kampen und Heinz Buschkowsky.

## Tourismus

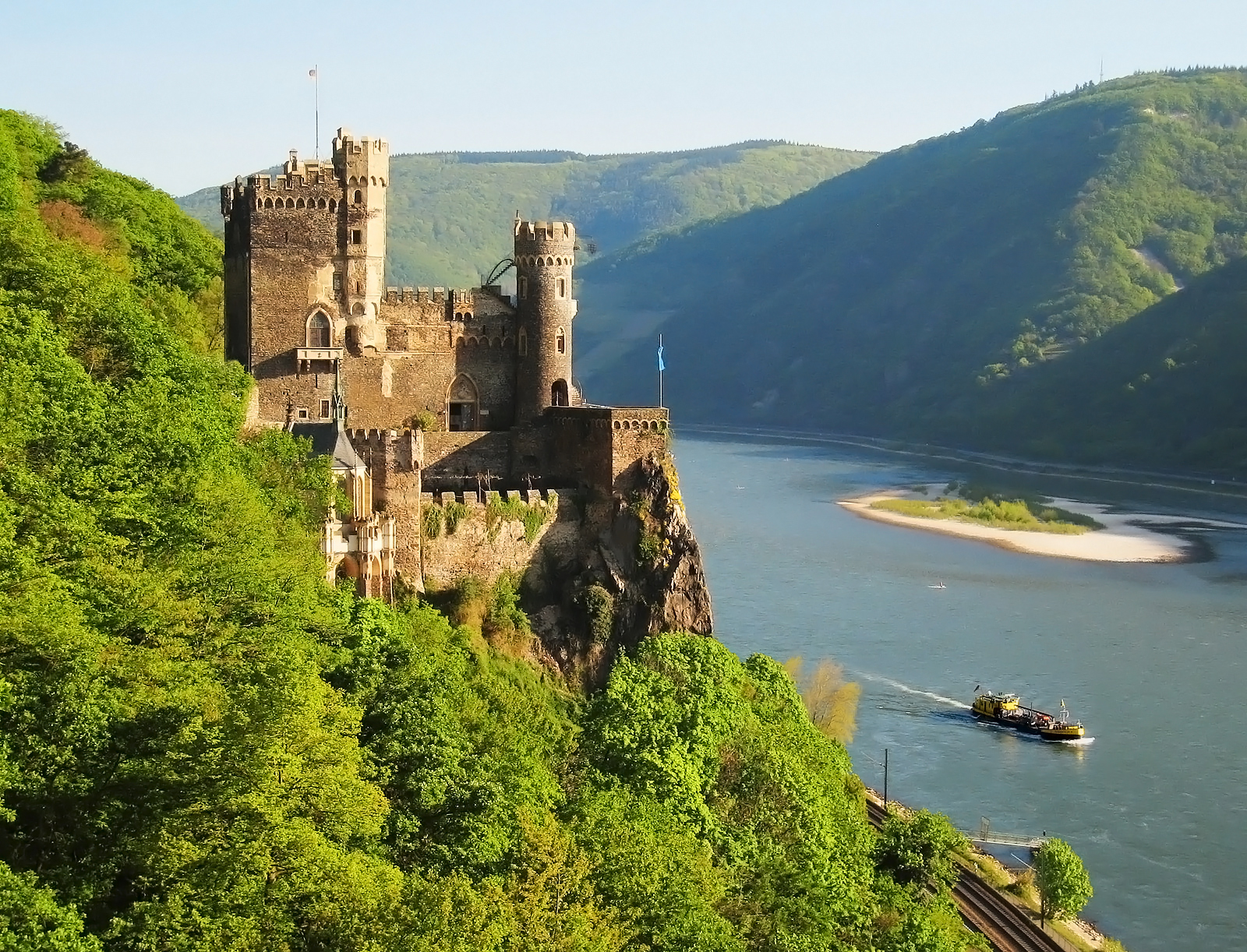
Burg Rheinstein bei Trechtingshausen

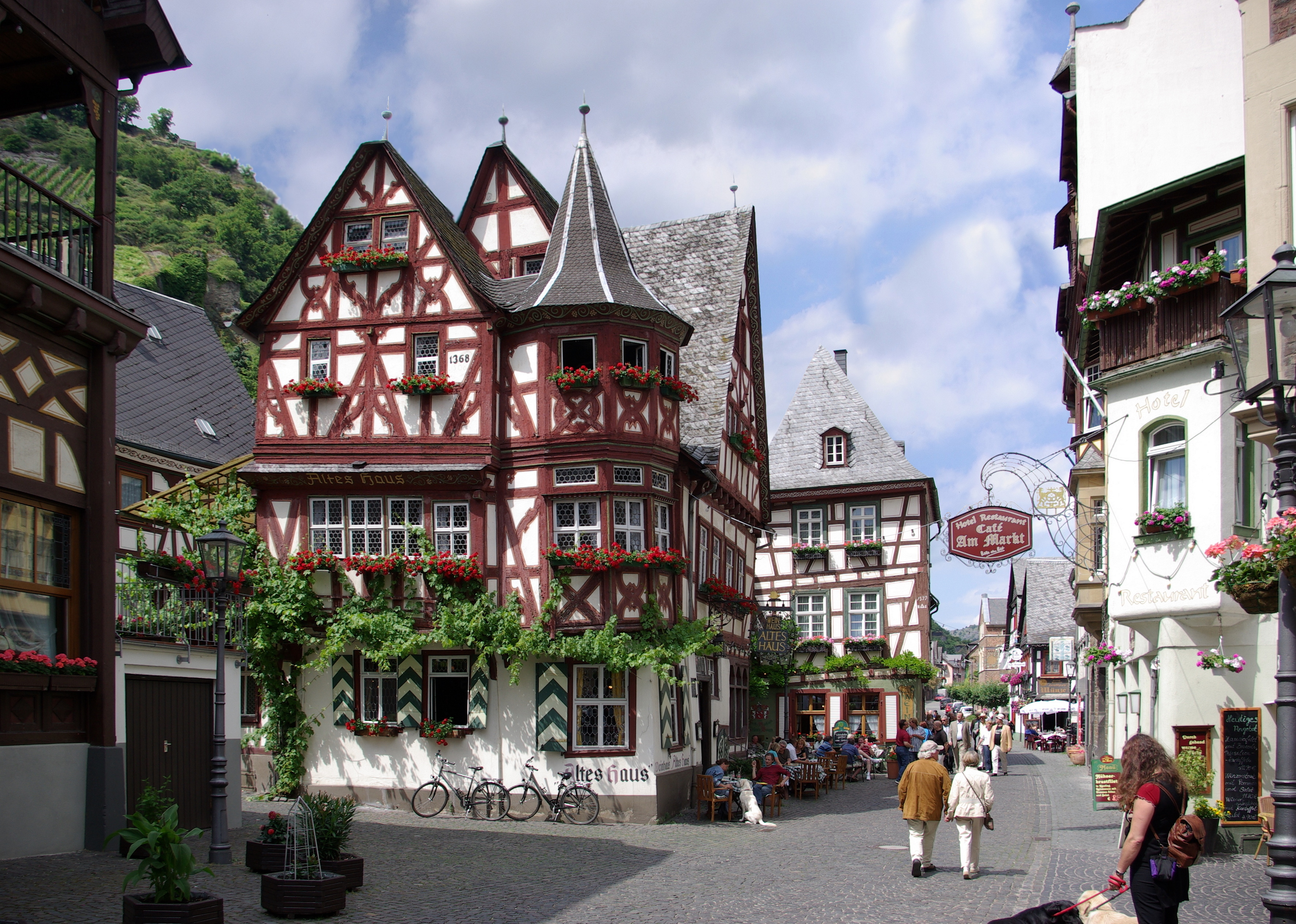
Das „Alte Haus“ in Bacharach

Ein Teil des Landkreises zwischen Bingen am Rhein und Bacharach liegt im UNESCO-Welterbe Oberes Mittelrheintal. Besonders Bacharach mit seiner historischen Bausubstanz, der gut erhaltenen Stadtmauer, der Burg Stahleck, der Burg Stahlberg, dem „Alten Haus“ und der Ruine der bekannten gotischen Wernerkapelle, einem Symbol der Rheinromantik, stellt dabei eines der touristischen Hauptziele dar. Zahlreiche Burgen säumen das Mittelrheintal, in Trechtingshausen können etwa die Burgen Rheinstein und Reichenstein besichtigt werden. Sehenswert ist zudem die Katharinenkirche in Oppenheim, die als eine der bedeutendsten gotischen Kirchen in Deutschland gilt. Auch das Oppenheimer Kellerlabyrinth, ein rund 40 Kilometer langes Gang- und Kellersystem auf fünf Ebenen unter der Stadt, lockt viele Touristen an. Die Burgruine Landskron ist Veranstaltungsort für die Theaterfestspiele Oppenheim und für Sommerkonzerte. Das Wahrzeichen von Bingen ist der auf einer Insel im Rhein stehende Mäuseturm. Mit der Drususbrücke befindet sich außerdem die älteste mittelalterliche Steinbrücke Deutschlands in Bingen. Die Binger Rochuskapelle ist ein in der Region bekannter Wallfahrtsort. In Ingelheim am Rhein können Geschichtsinteressierte die Kaiserpfalz besichtigen, die von Karl dem Großen in Auftrag gegeben wurde und ihm als Regierungsort diente.

### Wein

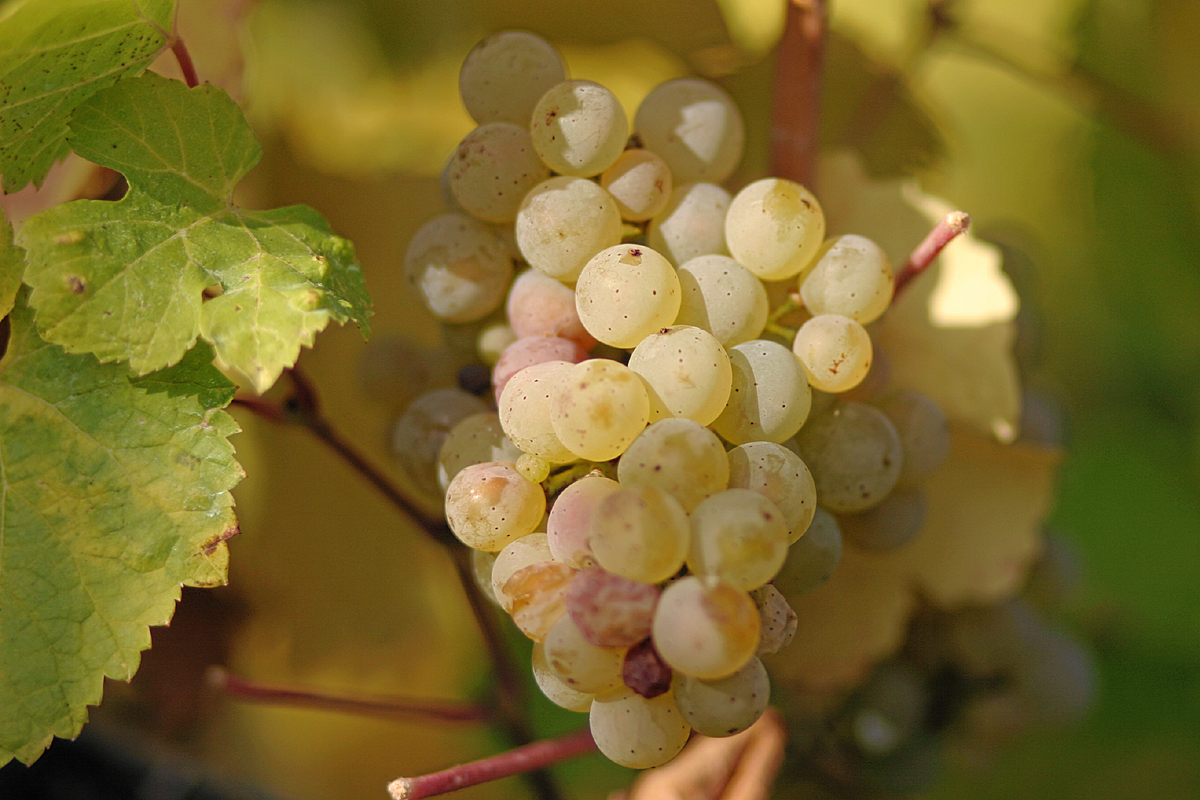
Riesling-Traube

Im gesamten Landkreis mit seinen drei Weinanbaugebieten Mittelrhein, Nahe und Rheinhessen spielt der Wein eine große Rolle beim Tourismus. Manche Lagen wie der „Rote Hang“ in Nierstein sind weltberühmt. Viele Weingüter und Herbergen im Kreis bieten Weinerlebnisurlaube an. Neben Riesling, Müller-Thurgau und Dornfelder wird vor allem in Rheinhessen auch Silvaner angebaut. Die Silvaner-Anbaufläche in Rheinhessen ist die größte der Welt. Ein Teil des Weinanbaugebiets Rheinhessen im Bereich der Verbandsgemeinde Sprendlingen-Gensingen wird als „Rheinhessische Toskana“ bezeichnet.

### Aktivurlaub

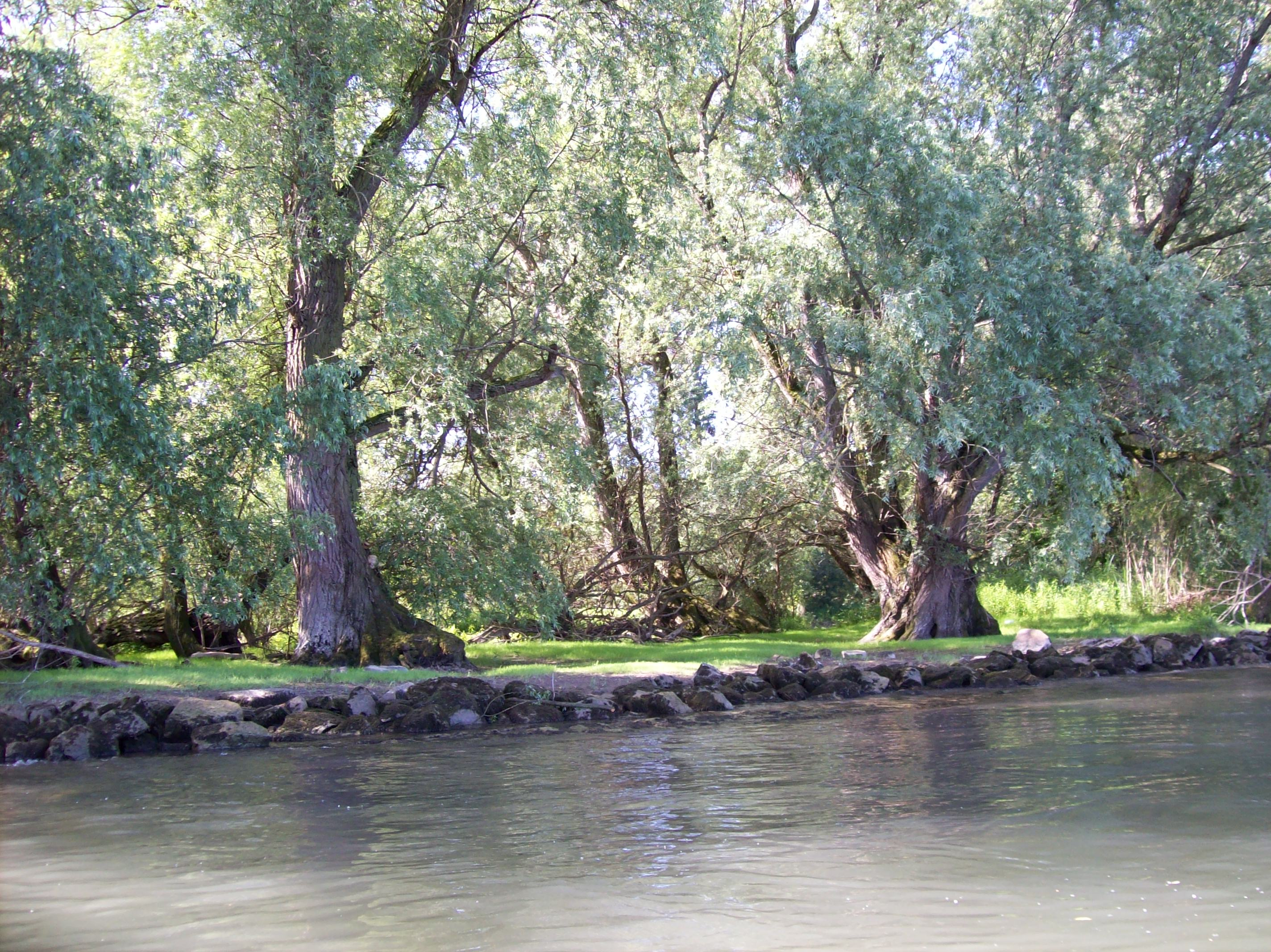
Der Auwald bei Budenheim

Naturliebhaber können Wanderungen oder Fahrradtouren in die Rheinauen unternehmen, die sich von Budenheim über Ingelheim bis Bingen erstrecken. Der dortige Auwald zählt zu den artenreichsten Gebieten in Europa. Im Mittelrheintal verläuft zudem der Rheinburgenweg für Wanderer. Auch ein Teil des Rheinhessischen Jakobswegs geht durch den Landkreis Mainz-Bingen. Für Golfer gibt es sowohl in Budenheim als auch in Mommenheim und Sankt Johann Golfplätze. Es besteht außerdem ein dichtes Radwegenetz mit verschiedenen Themenstrecken wie etwa der Obstroute, dem Selztal-Radweg, dem Rheinradweg oder dem Amiche-Radweg.

## Partnerschaften
Der Landkreis Mainz-Bingen unterhält Partnerschaften mit
- der Provinz Verona in Italien
- dem Landkreis Nysa in der Woiwodschaft Oppeln in Polen
- dem Distrikt Rusumo in Ruanda

Sowohl die Woiwodschaft Oppeln als auch Ruanda sind Partnerregion bzw. -land des Landes Rheinland-Pfalz. Die 1952 begründete Partnerschaft mit der Provinz Verona ist die älteste kommunale Partnerschaft Europas. Die Partnerschaftsurkunde mit dem Landkreis Nysa unterschrieben die Kreisvertreter im Jahr 2001. Mit beiden Regionen gibt es regelmäßige Jugendaustausche, Fachtagungen, Projekte und Treffen. So hat der Landkreis Mainz-Bingen bislang zahlreichen jungen Frauen und Männern aus den Partnerlandkreisen ein Praktikum in der Kreisverwaltung und Studenten die Teilnahme an den Internationalen Sprachkursen der Johannes Gutenberg-Universität Mainz ermöglicht. Im Rahmen der Partnerschaft mit Rusumo wurde 1989 der Freundschaftskreis Landkreis Mainz-Bingen – Distrikt Rusumo e. V. gegründet. Durch die Mitgliedsbeiträge dieses Vereins und Spenden konnten inzwischen viele Hilfsprojekte in dem ruandischen Distrikt verwirklicht werden.

## Verkehr
Diese Gegend wurde zunächst von der Hessischen Ludwigs-Eisenbahn-Gesellschaft erschlossen: 1853 führte die erste Linie von Mainz rheinaufwärts nach Worms, weitere Verbindungen 1858 in Richtung Frankfurt und Darmstadt und schließlich 1859 rheinabwärts bis Bingen mit Anschluss an die in Bingerbrück (heute Bingen am Rhein Hbf) beginnenden Strecken der Rheinischen Eisenbahn-Gesellschaft nach Koblenz und der Rhein-Nahe-Eisenbahn-Gesellschaft – in Betrieb seit 1858 – nach Bad Kreuznach.
Von Bingen eröffnete die Hessische Ludwigsbahn im Jahre 1870 eine Verbindung quer durch Rheinhessen in Richtung Worms, in die seit 1871 in Armsheim eine Zweigbahn von Mainz einmündete. Nach der Verstaatlichung dieser Gesellschaft kamen noch Nebenlinien der Hessischen Staatsbahn hinzu: Die bedeutendste war die 1896 eröffnete Linie von Bodenheim nach Alzey, die 1900 eine Querverbindung von Undenheim-Köngernheim nach Nierstein erhielt. Die 1902 eröffnete Hauptbahn ermöglichte die Direktverbindung Mainz–Bad Kreuznach über Gensingen-Horrweiler.
Von den vier in Rheinhessen vorhandenen Nebenbahnen der Süddeutschen Eisenbahn-Gesellschaft berührten den Kreis folgende Strecken:
- 1888 von Sprendlingen in Richtung Wöllstein und
- 1904 von Ingelheim durch das Selztal nach Jugenheim-Partenheim.

Das Schienennetz erreichte 1915 durch einige Verbindungsbahnen im Raum Bingen einen Gesamtumfang – ohne Straßenbahnen – von 208 km. In vier Jahrzehnten verringerte sich das Netz um fast 70 km:
- 1945: Verbindungsbahnen im Raum Bingen am Rhein (11 km)
- 1951: Nierstein–Undenheim-Köngernheim („Valtinche“, 10 km)
- 1953: Sprendlingen–Badenheim–Fürfeld (4 km)
- 1954: Ingelheim Rheinbahnhof–Jugenheim-Partenheim (22 km)
- 1969: Osthofen–Eich–Guntersblum („Altrheinbahn“, 1 km)
- 1974: Osthofen–Hillesheim-Dorn-Dürkheim–Gau-Odernheim (3 km)
- 1985: Bodenheim–Undenheim-Köngernheim–Alzey („Amiche“, 17 km)

In der Stadt Bingen verkehrten die elektrische Bahnlinien der AG Binger Nebenbahnen und bedienten genauso wie die Überlandlinie Bad Kreuznach–Sprendlingen–Sankt Johann der Kreuznacher Straßen- und Vorortbahnen auch den Güterverkehr.
Durch das Kreisgebiet führen die Bundesautobahnen 61 Koblenz–Ludwigshafen, 63 Kaiserslautern–Mainz und 60 Mainz–Nahetal. Ferner durchziehen mehrere Bundesstraßen und Kreisstraßen das Kreisgebiet, darunter die B 9 Worms–Mainz–Koblenz und die B 41 Bad Kreuznach–Ingelheim.

## Städte und Gemeinden
(Einwohner am 31. Dezember 2023)
Verbandsfreie Gemeinden:
- 1. Bingen am Rhein, Große kreisangehörige Stadt * (26.339)
- 2. Budenheim (8669)
- 3. Ingelheim am Rhein, Große kreisangehörige Stadt (36.390)

Verbandsangehörige Ortsgemeinden, gegliedert nach ihrer Zugehörigkeit zu den Verbandsgemeinden:
(Sitz der Verbandsgemeinde *)
- 1. Verbandsgemeinde Bodenheim

1. Bodenheim * (7931)
2. Gau-Bischofsheim (2189)
3. Harxheim (2339)
4. Lörzweiler (2326)
5. Nackenheim (5650)

- 2. Verbandsgemeinde Gau-Algesheim

1. Appenheim (1389)
2. Bubenheim (818)
3. Engelstadt (732)
4. Gau-Algesheim, Stadt * (7043)
5. Nieder-Hilbersheim (652)
6. Ober-Hilbersheim (987)
7. Ockenheim (2789)
8. Schwabenheim an der Selz (2551)

- 3. Verbandsgemeinde Nieder-Olm

1. Essenheim (3577)
2. Jugenheim in Rheinhessen (1699)
3. Klein-Winternheim (3716)
4. Nieder-Olm, Stadt * (10.393)
5. Ober-Olm (4541)
6. Sörgenloch (1232)
7. Stadecken-Elsheim (4916)
8. Zornheim (3860)

- 4. Verbandsgemeinde Rhein-Nahe
[Sitz: Bingen am Rhein]

1. Bacharach, Stadt (1845)
2. Breitscheid (153)
3. Manubach (307)
4. Münster-Sarmsheim (3136)
5. Niederheimbach (814)
6. Oberdiebach (846)
7. Oberheimbach (541)
8. Trechtingshausen (1041)
9. Waldalgesheim (4229)
10. Weiler bei Bingen (2697)

- 5. Verbandsgemeinde Rhein-Selz

1. Dalheim (1037)
2. Dexheim (1482)
3. Dienheim (2227)
4. Dolgesheim (946)
5. Dorn-Dürkheim (969)
6. Eimsheim (528)
7. Friesenheim (737)
8. Guntersblum (4028)
9. Hahnheim (1671)
10. Hillesheim (662)
11. Köngernheim (1295)
12. Ludwigshöhe (544)
13. Mommenheim (3087)
14. Nierstein, Stadt (8631)
15. Oppenheim, Stadt * (7535)
16. Selzen (1526)
17. Uelversheim (1062)
18. Undenheim (3039)
19. Weinolsheim (737)
20. Wintersheim (285)

- 6. Verbandsgemeinde Sprendlingen-Gensingen

1. Aspisheim (888)
2. Badenheim (655)
3. Gensingen (3924)
4. Grolsheim (1352)
5. Horrweiler (864)
6. Sankt Johann (880)
7. Sprendlingen * (4313)
8. Welgesheim (588)
9. Wolfsheim (824)
10. Zotzenheim (633)

Ehemalige Gemeinden
Die folgenden Gemeinden verloren seit der Kreisgründung im Jahre 1969 ihre Eigenständigkeit:
- Dromersheim, am 22. April 1972 zu Bingen am Rhein
- Großwinternheim, am 22. April 1972 zu Ingelheim am Rhein
- Schwabsburg, am 1. Juli 1970 zu Nierstein
- Sponsheim, am 22. April 1972 zu Bingen am Rhein
- Heidesheim am Rhein, am 1. Juli 2019 zu Ingelheim am Rhein
- Wackernheim, am 1. Juli 2019 zu Ingelheim am Rhein

Siehe auch
- Listen zu dem Begriff „Gebietsveränderungen“ siehe Gebietsreformen in Rheinland-Pfalz
- Gemeinden und Gemeindeteile: Liste der Orte in Landkreis Mainz-Bingen

## Kfz-Kennzeichen
Am 7. Juni 1969 wurde dem Landkreis das seit dem 1. Juli 1956 für den Landkreis Mainz gültige Unterscheidungszeichen MZ zugewiesen. Es wird durchgängig bis heute ausgegeben.
Bis in die 1990er Jahre erhielten Fahrzeuge aus dem Altkreis Bingen Kennzeichen mit den Buchstabenpaaren YA bis ZZ 1 bis 99 sowie mit den Buchstaben A bis R und den Zahlen von 1000 bis 9999.
Seit dem 15. November 2012 ist aufgrund der Kennzeichenliberalisierung auch das Unterscheidungszeichen BIN (Bingen) erhältlich.